# Howell Peak
Howell Peak är en bergstopp i Antarktis. Den ligger i Östantarktis. Nya Zeeland och Australien gör anspråk på området. Toppen på Howell Peak är 1 750 meter över havet.
Terrängen runt Howell Peak är kuperad österut, men västerut är den platt.  Trakten är obefolkad. Det finns inga samhällen i närheten.